# Hoàng Nam (YouTuber)
Lê Hoàng Nam (sinh ngày 1 tháng 2 năm 1984), thường được biết đến với nghệ danh Hoàng Nam, là một Người dẫn chương trình, YouTuber, nhà sáng tạo nội dung số và đạo diễn Việt Nam.

## Sự nghiệp

### Sự nghiệp Youtuber
Anh được khán giả biết đến qua kênh YouTube Challenge Me Hãy Thách Thức Tôi, nơi anh chia sẻ những video khám phá các địa danh kỳ bí và vùng đất bí ẩn ở Việt Nam cũng như trên thế giới. Bên cạnh đó, anh đi khám phá những nơi được cho là có ma ám nổi tiếng tại Việt Nam như: nhà 300 Kim Mã (Hà Nội), Miếu 2 cô (Hà Nội), Thuận Kiều Plaza (Thành phố Hồ Chí Minh), Nhà chú Hỏa (Thành phố Hồ Chí Minh)… 
Với niềm đam mê du lịch và khám phá những điều bí ẩn, tâm linh, anh đã thành lập kênh YouTube vào tháng 10-2014. Sau hơn 10 năm hoạt động với trên 1.200 video và hơn 4,25 triệu người đăng ký, Hoàng Nam đã quyết định kết thúc sự nghiệp Youtuber để chuyển sang lĩnh vực điện ảnh. 
Trước khi trở thành YouTuber, Hoàng Nam từng là MC trên sóng radio Xone FM và sau đó cộng tác viên cho Đài Truyền hình Việt Nam để thực hiện các chương trình về ẩm thực, văn hóa…

### Đạo diễn phim điện ảnh
Sau khi thông báo giải nghệ trên kênh Youtube, anh tiếp tục đảm nhận vai trò đạo diễn cho bộ phim kinh dị Đèn âm hồn - là bộ phim đầu tay của anh. Chia sẻ thêm về "đứa con đầu lòng" được ấp ủ trong 10 năm, đạo diễn Hoàng Nam cho biết anh không trông đợi sẽ đạt mức doanh thu cao ngất ngưởng, anh chỉ mong đủ để có kinh phí tiếp tục thực hiện những dự án sau là "hạnh phúc rồi".

## Quan điểm
Bản thân Hoàng Nam cảm thấy mình đã nhiều tuổi nhưng anh thật thà chia sẻ: ”Bản thân mình dễ bị hấp dẫn bởi thông tin của những nơi có kho báu hay những dấu tích liên quan đến vua chúa thời xưa.” 
Mặc dù đi nhiều nơi nổi tiếng có ma như vậy nhưng anh chưa từng gặp oan hồn như nhiều người thường hay đồn đãi. Nhiều người hướng dẫn anh gọi hồn, anh làm theo nhưng không ăn thua thì họ nói do trên người anh có hình xăm nên không thấy. 
Đối với riêng anh, những câu chuyện về các căn nhà ma chỉ là do người dân thêu dệt lên chứ không hề có thật. Đặc biệt, anh cũng có một nguyên tắc rất đáng nể chính là luôn giữ nguyên vẹn mọi thứ như lúc ban đầu khi anh mới đặt chân đến.

Anh đã từng khẳng định rằng mình không phải là người có niềm tin vào tâm linh:
Tôi là người đang đi tìm câu trả lời xem liệu điều đó có thật hay không? Có thế giới sau sự sống như lời đồn đại hay không?
Tôi luôn khao khát được gặp, được nhìn thấy những thứ mà người ta đồn và luôn chuẩn bị cho tình huống đó. Kể cả đón nhận cái kết xấu nhất thì tôi vẫn muốn trải nghiệm. Nhưng tôi có niềm tin có sự kết nối với ông bà tổ tiên. Chúng ta hãy sống làm sao để họ tự hào.

## Đời tư
Là một Youtuber khá nổi tiếng nhưng hiếm khi Hoàng Nam tiết lộ về gia đình và thân thế của mình. Hiện chưa có thông tin chi tiết về người vợ cũ của anh. 
Chỉ biết rằng anh và vợ cũ đã ly hôn, hiện đang sống cùng con gái 5 tuổi. Sau cuộc đổ vỡ hôn nhân, anh hiện chưa có ý định đi bước nữa.

## Giải thưởng
Với những đóng góp nổi bật cho cộng đồng cùng các sáng tạo nội dung trên Youtube, anh đã được vinh danh là Nhà sáng tạo nội dung số xuất sắc tại giải thưởng VCA năm 2023.